# Gulögd bulbyl
Gulögd bulbyl (Iole palawanensis) är en fågel i familjen bulbyler inom ordningen tättingar.

## Utseende och läte
Gulögd bulbyl är en medelstor fågel med olivbrun ovansida och gul undersida, övergående i olivgrönt på bröstet och vitt på strupen. På huvudet syns att hjässan är något mer brunaktig än ovansidan och hjässfjädrarna kan resas som en tofs. Ögat är ljusorange, vilket gett arten dess namn. Lätet beskrivs i engelsk litteratur som ett enkelt och nasalt "chewp!".

## Utbredning och systematik
Gulögd bulbyl förekommer i bergstrakter på Palawan i sydvästra Filippinerna. Den behandlas som monotypisk, det vill säga att den inte delas in i några underarter.

## Status
Arten har ett litet utbredningsområde och tros minska i antal. Trots det anses den inte vara hotad. IUCN kategoriserar arten som livskraftig. 